# Ольшанка (Жирардовський повіт)
Ольшанка (пол. Olszanka) — село в Польщі, у гміні Пуща-Марянська Жирардовського повіту Мазовецького воєводства.
Населення — 187 осіб (2011).
У 1975-1998 роках село належало до Скерневицького воєводства.

## Демографія
Демографічна структура станом на 31 березня 2011 року:
|          | Загалом | Допрацездатний вік | Працездатний вік | Постпрацездатний вік |
| -------- | ------- | ------------------ | ---------------- | -------------------- |
| Чоловіки | 90      | 7                  | 69               | 14                   |
| Жінки    | 97      | 16                 | 58               | 23                   |
| Разом    | 187     | 23                 | 127              | 37                   |